# 2007 en Libye
Chronologie de la Libye
- 2003
- 2004
- 2005
- 2006
- 2007
- 2008
- 2009
- 2010
- 2011

Cet article traite des événements qui se sont produits durant l'année 2007 en Libye ou qui concernent ce pays.

## Événements
- Fin de l'affaire des infirmières bulgares. Il s'agit d'une longue procédure diplomatico-judiciaire qui eut lieu en Libye entre 1999 et 2007 et dans laquelle les inculpés, cinq infirmières bulgares (Kristiana Valtcheva, Nassia Nénova, Valentina Siropoulo, Valya Tchervéniachka et Snéjana Dimitrova), et un médecin anesthésiste d’origine palestinienne naturalisé bulgare (Ashraf al-Hadjudj) furent accusés de plusieurs crimes par le gouvernement de la Jamahiriya arabe libyenne.
- 16 juillet : conférence internationale sur le Darfour à Tripoli avec des représentants des Nations unies, de l'Union africaine et de15 pays, dont les cinq pays membres permanents du Conseil de sécurité, le Soudan, la Libye, le Tchad, l'Égypte et l'Érythrée. La conférence s'est terminé par un appel à poursuivre le processus de paix dans lequel l'Union africaine et l'ONU jouent un rôle principal. Aucun des groupes rebelles du Darfour n'a participé à la conférence. Les participants ont annoncé qu'une rencontre avec les groupes rebelles non signataires de l'accord de paix de mai 2006 aurait lieu Arusha (Tanzanie) du 3 au 5 août prochains pour fixer la date et le lieu pour des négociations entre gouvernement et rebelles[1]. Le 6 juillet, Le Front uni pour la libération et le développement a été créé par 5 factions rebelles du Darfour: deux tendances rivales de l'Armée de libération du Soudan, les Forces du Front démocratique révolutionnaire, le Mouvement national pour la réforme et le développement et l'Alliance démocratique fédérale du Soudan, en vue des prochaines négociations sur le règlement du conflit[2].
- 25 juillet : visite du président français Nicolas Sarkozy à Tripoli.

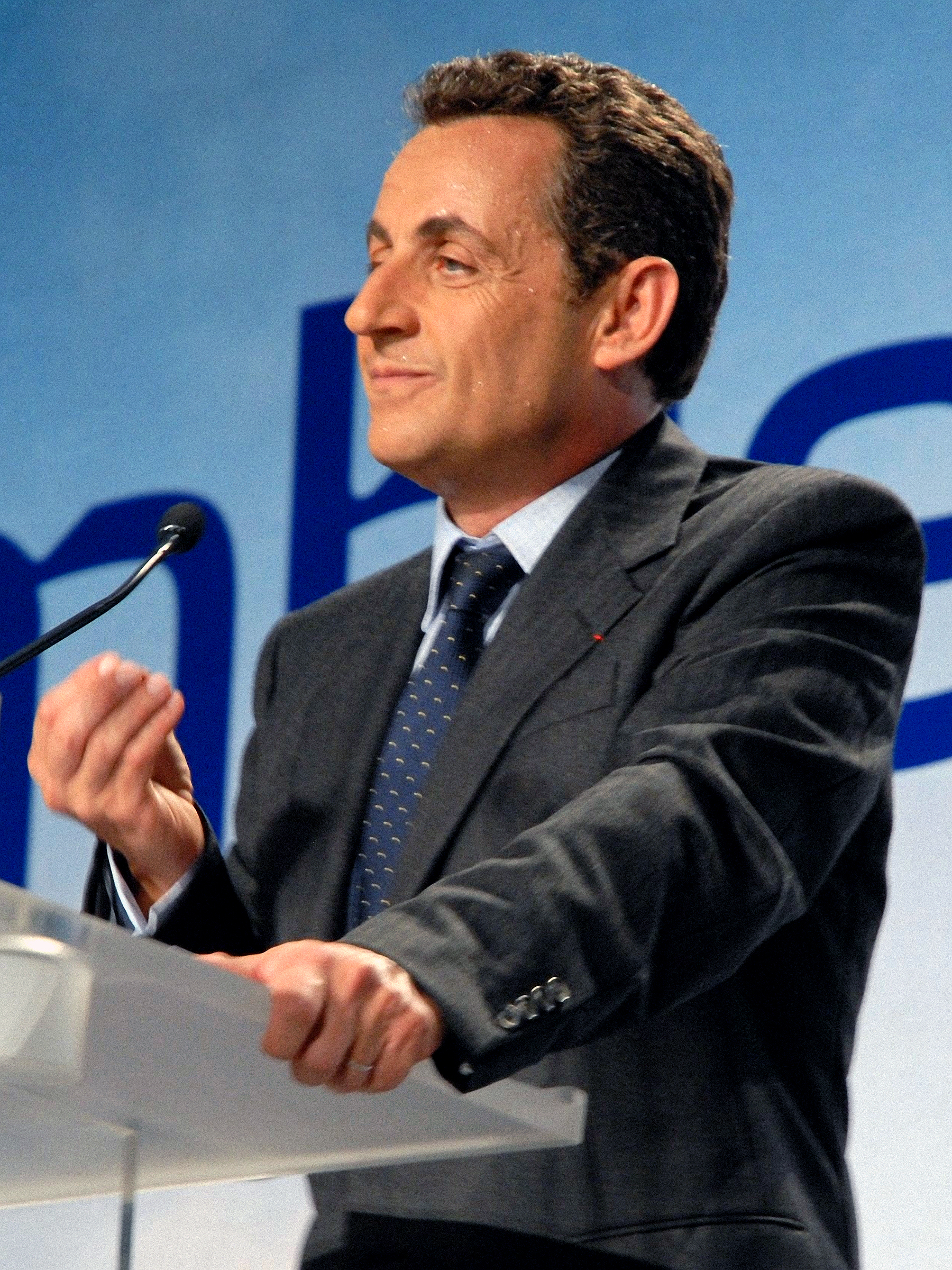
Nicolas Sarkozy en meeting àToulouse.

- 10 au 12 décembre : visite de Mouammar Kadhafi en France. Paris évoque « une étape décisive du retour progressif de la Libye au sein de la communauté internationale »[3].

## Sport
- La saison 2006-2007 du Championnat de Libye de football est la trente-neuvième édition du championnat de première division libyen. Quatorze clubs prennent part au championnat organisé par la fédération. Les équipes sont regroupées au sein d'une poule unique où elles rencontrent leurs adversaires deux fois au cours de la saison, à domicile et à l'extérieur. À l'issue de la compétition. les trois derniers du classement sont relégués et remplacés par les cinq meilleurs clubs de Second Division afin d'étendre le championnat à seize formations la saison prochaine.